# Banjo Eyes
Banjo Eyes is een musical gebaseerd op het toneelstuk Three Men on a Horse van John Cecil Holm en George Abbott. De musical werd geschreven door Joseph Quinlan en Izzy Ellinson, met muziek van Vernon Duke en liedteksten van John La Touche en Harold Adamson.
De Broadway-productie van Albert Lewis ging op 25 december 1941 in première in het Hollywood Theatre, waar het 126 keer werd opgevoerd. De cast bestond uit Eddie Cantor, Lionel Stander, William Johnson en in een kleine rol, de toekomstige romanschrijfster Jacqueline Susann (Valley of the Dolls).
Hoewel Cantor bekend stond als "Banjo Eyes", verwees de titel niet naar zijn personage maar naar een pratend renpaard, gespeeld in kostuum door het vaudevilleteam van Morton en Mayo. In droomsequenties gaf Banjo Eyes Cantors personage tips over welke paarden verschillende races zouden winnen, maar waarschuwde hem dat zijn veronderstelde talent voor het kiezen van de winnaars zou verdwijnen als hij ooit zelf een weddenschap zou plaatsen. Het boek was een zeer vrije bewerking van het toneelstuk. Cantor sloot de show af door een medley van zijn hits te zingen in zijn gebruikelijke blackface.
De show werd stopgezet toen de ster een medisch noodgeval kreeg.